# Бресс (кратер)
Кратер Бресс (англ. Craters Bress) — метеоритний кратер на Європі, супутнику Юпітера.

## Характеристики
Утворився на місці падіння на поверхню супутника Європа космічного метеорита, якого притягнув у свою орбіту масивний Юпітер. Внаслідок чого сформувався ударний кратер з діаметром 10 кілометрів. Центр кратера розташовано за координатами 37.64° пд. ш., та 98.66° зх. д.
Вперше про льодовий кратер довідалися у 2000 році, після дослідження поверхні супутника телескопами з Землі. Названий на ім'я бога Бресс, сина бога Сонця - Еллата з кельтської міфології.